# Estación de Mánchester Piccadilly
La estación de Mánchester Piccadilly es la principal estación de ferrocarril de Mánchester, Inglaterra, Reino Unido. Inaugurada con el nombre de Store Street en 1842, fue rebautizada como Mánchester London Road en 1847 y Mánchester Piccadilly en 1960. Situada al sureste del centro de la ciudad, ofrece servicios interurbanos a destinos nacionales como Londres, Birmingham, Bristol, Southampton, Gales y Escocia, y servicios locales y regionales a destinos del norte de Inglaterra como Liverpool, Leeds, Sheffield, Newcastle y York. Es una de las 19 grandes estaciones gestionadas por Network Rail.
La estación cuenta con doce andenes terminales en el cobertizo del tren y otros dos andenes de paso en su parte sur. Piccadilly es también un importante intercambiador con el sistema de metro ligero Metrolink, con dos andenes subterráneos para el tranvía.
Piccadilly es la estación más concurrida del grupo de estaciones de Mánchester, con más de 25 millones de entradas y salidas de pasajeros entre abril de 2015 y marzo de 2016 (las otras estaciones importantes de Mánchester son Oxford Road y Victoria). Es la cuarta estación más concurrida del Reino Unido fuera de Londres y en ella operan seis compañías ferroviarias. Es la segunda estación de intercambio más concurrida fuera de Londres, con casi 3,8 millones de pasajeros que cambian en ella de tren cada año.
La renovación duró cinco años y costó 100 millones de libras esterlinas en 2002, lo que supuso la mejora más costosa de la red ferroviaria del Reino Unido en aquel momento. Según una encuesta independiente realizada en 2007, Mánchester Piccadilly tenía el mayor nivel de satisfacción de los clientes de todas las estaciones del Reino Unido, con el 92% de los pasajeros satisfechos en comparación con la media nacional del 60%..
En octubre de 2016 se presentó una solicitud para construir dos andenes adicionales en virtud de la Ley de Transporte y Obras, y se espera que la construcción comience después de la finalización de la línea Ordsall Chord en enero de 2018. Las propuestas de la línea de alta velocidad High Speed 2 requerirían cinco andenes más y la reconfiguración de la estación de Metrolink.